# 新白河車站

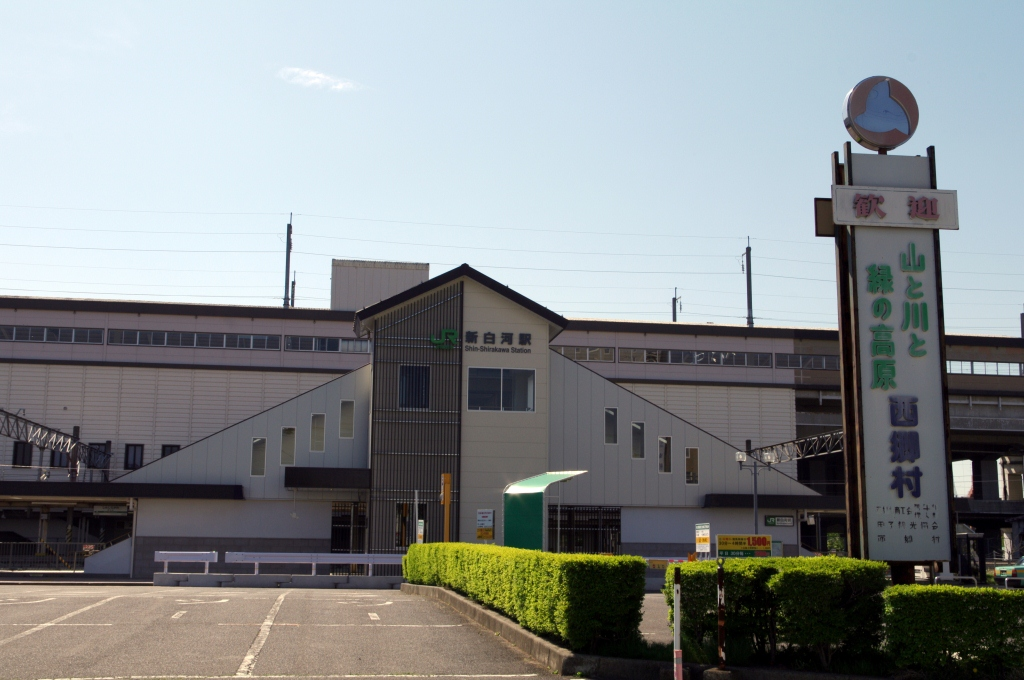
新白河車站西口

新白河車站（日语：／ Shin-shirakawa eki */?）是一位於日本福島縣西白河郡西鄉村字道南東，由東日本旅客鐵道（JR東日本）與日本貨物鐵道（JR貨物）所共用的鐵路車站。新白河車站是JR東日本所屬的東北新幹線與在來線幹線東北本線的交會車站，其實際位置位於西鄉村與隔鄰的白河市之交界附近（部分新幹線月台則已經伸入白河市的範圍內），是全日本唯一一個設址於村級地方自治體的新幹線車站，但實際上卻是白河市的門戶站。

## 簡介
新白河車站當初是日本國有鐵道在1944年時設的一個號誌站（信号場），原名磐城西鄉，1959年時升格為磐城西鄉車站。但一直到1982年東北新幹線通車後，才配合日本國鐵的慣例，將車站以主要服務城市命名，而改為新白河。
除了客運服務外，目前JR貨物在新白河僅設有公路貨運（車扱貨物）服務的代收站，除此之外並無定期的貨物列車在此站停靠，也沒有相關的裝卸設備。在1994年之前，新白河原本設有通往三菱製紙白河工廠的專用支線，主要是用在燃料用石油、化學藥品與紙製品的輸送，但1994年時工廠減產之後專用線也隨之停用，目前紙製品主要是靠貨櫃或篷車（有蓋貨車）來運輸。
JR東日本的綜合培訓中心（総合研修センター）設於距離新白河車站約5公里的地方，該中心委託JR巴士關東開行接駁巴士。

## 車站結構
新幹線為對向式月台2面2線的高架車站，並設有通過線2條。在來線為側式月台1面1線與島式月台1面2線，合計2面3線的地面車站。

### 月台配置
| 月台            | 路線       | 方向 | 目的地                 | 備註           |
| --------------- | ---------- | ---- | ---------------------- | -------------- |
| 新幹線 高架月台 |            |      |                        |                |
| 1               | 東北新幹線 | 上行 | 宇都宮、大宮、東京方向 |                |
| 4               | 東北新幹線 | 下行 | 仙台、盛岡方向         |                |
| 在來線 地面月台 |            |      |                        |                |
| 5               | ■東北本線  | 上行 | 黑磯、宇都宮、上野方向 |                |
| 6               | ■東北本線  | 上行 | 黑磯、宇都宮、上野方向 | 待避列車       |
| 6               | ■東北本線  | 下行 | 郡山、福島、仙台方面   | 待避、始發列車 |
| 7               | ■東北本線  | 下行 | 郡山、福島、仙台方面   |                |

## 相鄰車站
東日本旅客鐵道
 東北、山形、仙台、北海道新幹線
那須鹽原－新白河－郡山
■東北本線
白坂－新白河－白河

## 外部連結
- JR東日本－新白河車站 （页面存档备份，存于）（日語）

37°7′24″N 140°11′20″E / 37.12333°N 140.18889°E